# Мала Буренка
Мала́ Бу́ренка (рос. Малая Буренка) — річка в Чайковському районі Пермського краю, Росія, права притока Пізі.
Річка починається за 4 км на південний захід від села Некрасово. Протікає на південний схід, в нижній течії — на схід. Впадає до Пізі нижче села Буренка. Приймає декілька дрібних приток. Вся течія проходить через лісові масиви. Гирло заболочене.
В нижній течії збудовано автомобільний міст.